# Baglioni (familie)

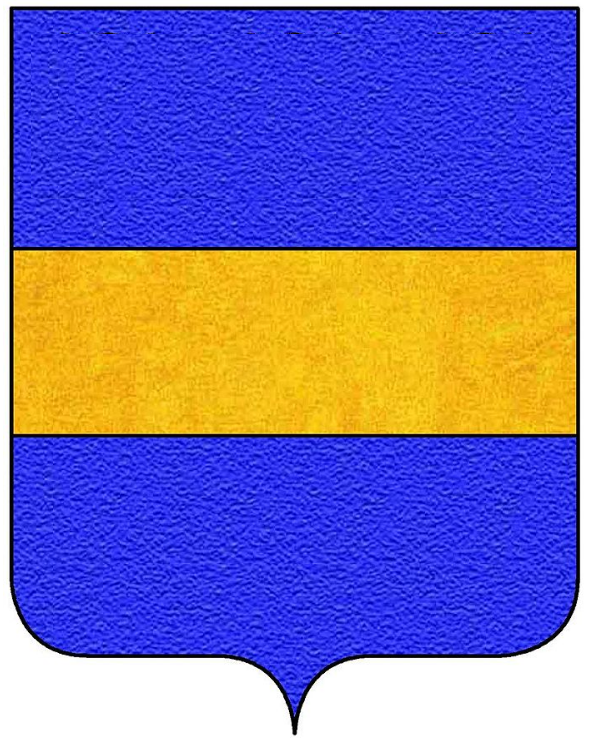
Familiewapen

De familie Baglioni  was een Italiaanse familie, die in de 15e en 16e eeuw heerste over de Italiaanse stad Perugia. Hun felle strijd tegen de pauselijke staat en rivaliserende families in de stad zouden een zwaar stempel drukken op Perugia gedurende de Renaissance.

## Geschiedenis
Leden van de familie Baglioni hadden in de 13e en 14e eeuw hun rijkdom verworven door op te treden als condottieri, leiders van huurlingenlegers. Aan het begin van de 15e eeuw ging Malatesta Baglioni (1387 – 1437) een overeenkomst aan met Bracchio Fortebracchi, de toenmalige tirannieke heerser over Perugia, die zich verzette tegen paus Martinus V. In een confrontatie met de pauselijke legers raakte Malatesta gewond en werd hij gevangengenomen. Paus Martinus was bereid Malatesta weer vrij te laten onder  voorwaarde dat hij de inwoners van Perugia zover zou krijgen dat zij de heerschappij van de paus zouden erkennen. Toen Malatesta bij zijn terugkeer in de stad daarin slaagde, werd hij door de paus beloond met de toewijzing van diverse gebieden (Spello, Bettona en Bevagna) en werd tevens het bestuur van de stad Perugia aan hem toegewezen.
Na zijn dood werd Malatesta opgevolgd door Bracchio. Met Bracchio begon een waar schrikbewind van de familie, niet alleen gericht tegen rivaliserende families in Perugia (waaronder de familie Oddi) maar ook binnen de familie zelf; zo liet Bracchio in 1460 twee van zijn neven vermoorden.
In de jaren ’80 van de 15e eeuw brak een hevige strijd los met de familie Oddi. In de periode 1482-1484 werden op last van Bracchio massaslachtingen uitgevoerd, die er uiteindelijk in resulteerden dat vanaf 1488 de familie Baglioni alleenheerser over de stad werd. Voor het bestuur van de stad werd een raad van 10 opgericht, een familieraad die de rivaliteit tussen de Baglioni’s alleen maar deed toenemen. In 1500, tijdens een familiebruiloft, organiseerden twee leden (Carlo en Grifonetto) een moordpartij, waarbij slechts enkele familieleden wisten te ontkomen. Onder hen Giampaolo Baglioni (1470-1520), die na een meedogenloze represaille alle macht over Perugia in handen nam.
Onder Giampaolo groeide opnieuw het verzet tegen de pauselijke staat en hij verklaarde zich daarvan onafhankelijk, zeer tegen de zin van de toen regerende paus Julius II. Julius dreigde met een oorlog tegen de stad, waarop Giampaolo zich voornam de paus te laten vermoorden. Maar toen de pauselijke legers onder leiding van Julius in 1506 voor de stadspoorten stonden, besloot Giampolo de stad terug te geven aan het pauselijk bestuur en kon Julius een triomftocht door de stad houden.
De periode na 1506 bleef Giampaolo een belangrijke partij in de machtsstrijd om de stad. In 1520 besloot paus Leo X opnieuw in te grijpen, maar nu onder het mom van de diplomatieke weg. Met een list werd Giampaolo naar Rome gelokt, waar hij op bevel van de paus onthoofd werd.
Malatesta IV Baglioni (1491 – 1531), een van de opvolgers van Giampaolo samen met Orazio, trad vervolgens op als condottiero van zowel Venetië als Florence en werd bekend door zijn verraad van Florence. Nadat hij aanvankelijk de stad verdedigd had tegen de legers van paus Clemens VII in 1529, droeg hij een jaar later de stad vrijwillig over aan diezelfde paus. Malatesta bleef heersen over Perugia tot aan zijn dood en werd opgevolgd door Ridolfo (1518 – 1554), die uiteindelijk in 1534 verslagen werd door paus Paulus III in de Zoutoorlog – die het gevolg was van een verhoging van belasting op zout - en verbannen werd uit het gebied. Om de familie Baglioni totaal te vernederen besloot Paulus III op de fundamenten van de huizen van de Baglioni’s een dwangburcht te bouwen, de Rocca Paolina (naar ontwerp van Antonio Sangallo de Jongere; deze werd in 1860 na de bevrijding van de stad van de pauselijke macht door de inwoners van Perugia verwoest.
Vanaf die tijd zouden leden van de familie Baglioni weer optreden als condottieri.

## Rafaël

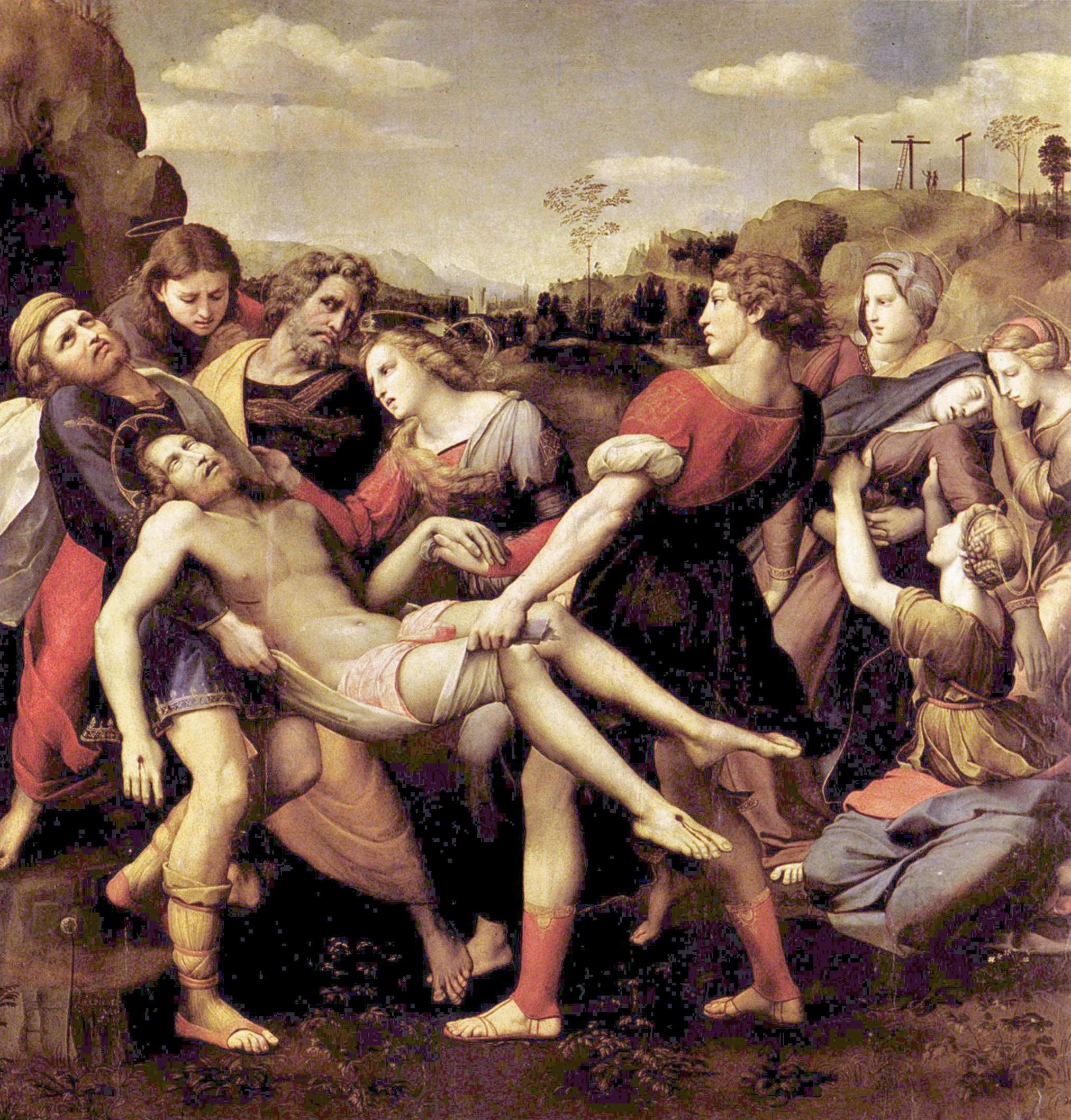
De graflegging

In 1507 werd aan de schilder Rafael de opdracht tot het schilderen van “De graflegging” gegeven. Atalanta Baglioni herdacht met dit schilderij de moord op haar zoon Grifonetto, die was omgekomen tijdens een van de familievetes. Rafael zou op dit doek Grifonetto als de overleden Christus hebben afgebeeld.

## Trivia
- Het Italiaanse dessert zabaglione (Gian-Baglione) zou een uitvinding geweest zijn van Giampaolo Baglione, die bij een veldtocht de instructie had gegeven een gerecht bestaand uit eieren, wijn, honing en kruiden te maken als alternatief voor “echt” voedsel (hierover bestaat echter geen zekerheid).

- De ondergrondse "spookstad" van de Baglioni in Perugia, gelegen onder de voormalige burcht is nog steeds te bezoeken.